# Hapalopsittaca
Hapalopsittaca là một chi chim trong họ Psittacidae.

## Các loài
Chi này gồm các loài:
- Hapalopsittaca amazonina
- Hapalopsittaca pyrrhops
- Hapalopsittaca fuertesi
- Hapalopsittaca melanotis